# Titularbistum Parnassus
Parnassus (italienisch: Parnasso) ist ein Titularbistum der römisch-katholischen Kirche. Es geht zurück auf ein untergegangenes Bistum der antiken Stadt Parnassos in der kleinasiatischen Landschaft Kappadokien in der heutigen Türkei, das der Kirchenprovinz Mocissos angehörte.
| Titularbischöfe von Parnassus |                            |                                           |                  |                    |
| Nr.                           | Name                       | Amt                                       | von              | bis                |
| 1                             | Johann Baptist Schneider   | Weihbischof in Wien (Österreich-Ungarn)   | 25. Juni 1896    | 26. Januar 1905    |
| 2                             | Louis Joseph Legraive      | Weihbischof in Mecheln (Belgien)          | 17. Oktober 1907 | 10. Juni 1940      |
| 3                             | Arturo Mery Beckdorf       | Weihbischof in Antofagasta (Chile)        | 22. März 1941    | 29. Juli 1944      |
| 4                             | Daniel Figueroa Villón     | Weihbischof in Arequipa (Peru)            | 12. April 1945   | 22. September 1946 |
| 5                             | Daniel Tavares Baeta Neves | Weihbischof in Mariana (Brasilien)        | 29. März 1947    | 16. Mai 1958       |
| 6                             | Adolfo Luís Bossi OFMCap   | Prälat von São José do Grajaú (Brasilien) | 18. Juni 1958    | 8. Mai 2002        |